# Vigatans
Vigatans era una de las denominaciones del bando austracista de la guerra de sucesión española. Vigatà es la palabra catalana para el gentilicio de Vich ("vigatán", "vigatés", "vigitano", "vigitanés", "vicense" o "viquense"), zona (el llano o Plana de Vich) de donde provenían los propietarios y nobles que firmaron el Pacte dels Vigatans ("Pacto de los Vigatans", 17 de mayo de 1705), a partir del que se formó la Companyia d'Osona ("Compañía de Osona"), una unidad paramilitar del tipo miquelet ("miguelete"), y del que nació el Pacto de Génova que selló la alianza entre el reino de Inglaterra y los vigatans en nombre del Principado de Cataluña, y que dio el impulso definitivo a la rebelión austracista de Cataluña que culminó con la entrada del archiduque Carlos en Barcelona en octubre de 1705.

## Historia
En el Principado de Cataluña, desde principios de 1704 el "partido austracista", que mantenía contacto con el Archiduque Carlos a través del príncipe Jorge de Darmstadt, iba ganando adeptos, especialmente por el rechazo que suscitaba la política autoritaria y represiva emprendida por el nuevo virrey de Cataluña Francisco Antonio Fernández de Velasco y Tovar, que chocaba continuamente con la Conferencia de los Tres Comunes, lo que, al contrario de lo sucedido con Darmstadt cuando fue virrey, le había ganado la antipatía de los catalanes. Como Barcelona estaba estrechamente vigilada por los oficiales del virrey, el primer núcleo activo austracista surgió en el interior de Cataluña, en la Plana de Vich —de ahí el nombre que recibieron sus miembros de vigatans, apodo que luego se extendería al conjunto de los partidarios del Archiduque Carlos—. Los vigatans prepararon el ambiente para realizar un movimiento armado, persiguiendo a los felipistas motejándolos de botiflers o gabachos, y llegando incluso a retirar el retrato de Felipe V de la "casa de la vila" de Vich.
En la primavera de 1705 los vigatans se habían apoderado de la Plana de Vich —y en el Campo de Tarragona había surgido un segundo foco austracista encabezado por la familia Nebot de Riudoms—, mientras que el virrey felipista Velasco, nombrado por Felipe V en enero de 1704, continuaba con su campaña represiva contra los austracistas catalanes, implicados o no en la conspiración fracasada del año anterior.
En ese contexto la reina Ana de Inglaterra había nombrado como comisionado suyo a Mitford Crowe, un comerciante de aguardiente afincado en el Principado de Cataluña, «para contratar una alianza entre nosotros y el mencionado Principado o cualquier otra provincia de España» y le dio instrucciones para que negociara con algún representante de las instituciones catalanas «habiendo sido informada de que la gente de Cataluña se sentía inclinada a liberarse del yugo que Francia le ha impuesto y sustraerse al poder del duque de Anjou para volver a la obediencia de la Casa de Austria». Pero como Crowe no pudo entrevistarse con ningún representante de las instituciones catalanas a causa de la campaña antiaustracista del virrey, se puso en contacto con el grupo de los vigatans, para que firmaran la alianza anglocatalana en nombre del Principado.
La iniciativa de Crowe dio lugar a que el vicario general del cabildo de Vich, Llorenç Tomàs i Costa, convocara una reunión de los vigatans en la capilla de San Sebastián de la parroquia de Santa Eulalia de Riuprimer de Vich (de la que era rector). Entre ellos estaban Antoni de Peguera i d'Aimeric y Josep Antoni Martí (de Vich), Antoni de Cortada y Carles de Regàs i Cavalleria (de Manlleu), Francesc Macià i Ambert (llamado Bac de Roda, de Roda de Ter), Jaume Puig de Perafita y sus hijos Antoni y Francesc (de Perafita, llamado el Castellnou de Perafita), y Josep Moragues i Mas (de San Hilario Sacalm).
En la reunión se otorgaron plenos poderes al joven noble Antonio Peguera (Antoni de Peguera i d'Aimeric) y al abogado Domingo Perera (Domènec Perera) para que firmaran el tratado con Inglaterra en nombre de los catalanes. El documento de poderes decía:

Poderes y comisión de ocho sujetos del llano de Vich a 17 de mayo de 1705 dado a don Antonio Peguera y doctor Domingo Perera para tratar con Mitford Crowe, enviado de la reina de Inglaterra en Génova, o con cualquier otro que tuviere poder.

Nosotros, los bajo firmados, damos y otorgamos amplio poder y facultad al noble don Antonio Peguera y Aimeric y al doctor en ambos derechos Domingo Perera para que en nuestro nombre firmen, prometan y aseguren bajo nuestra palabra de honor, nuestras personas y bienes, los tratados o tratado que según sus poderes el ilustre Sr. Mitford Crowe, enviado de Su Majestad la Reina de Inglaterra en Génova, tuviere poder y facultad para firmar, prometer y asegurar por los motivos, causas y razones que según nuestro consentimiento y beneplácito tienen los dichos señores de palabra dándoles entera fe y crédito a los dos juntos o a uno solo que se hallare en Génova u otro cualquier otro lugar donde se hallare el dicho ilustre Señor Mitford Crowe, y otro cualquier ministro de su Majestad la Reina de Inglaterra. Lo que firmamos y prometemos de buena fe estando por el dicho efecto juntos en la parroquia de Santa Eulalia del obispado y veguería de la ciudad de Vich, a 17 de mayo de 1705
Citado por Francisco de Castellví, Narraciones Históricas desde el año 1700 hasta el año 1725.

Las propuestas de los vigatans fueron llevadas el 20 de junio a una reunión con Mitford Crowe, representante de Inglaterra, con el que se firmó el Pacto de Génova, por el que los vigatans se comprometían a apoyar el desembarco de tropas de la Gran Alianza en la costa catalana, a cambio del respeto del pretendiente Carlos a las leyes e instituciones catalanas.

## Utilización posterior del término
El 15 de enero de 2001 se legalizó Plataforma Vigatana, matriz del partido xenófobo actual Plataforma per Catalunya, dirigido por el exmiembro del partido fascista español Fuerza Nueva, Josep Anglada.